# Zbigniew Grzegorzewski
Zbigniew Stanisław Grzegorzewski (ur. 10 lutego 1948 w Warszawie) – polski tłumacz do systemu językowo-migowego i nauczyciel. 
Uczęszczał do XLIX Liceum Ogólnokształcącego im. Z. Modzelewskiego w Warszawie (obecnie im. Goethego). Następnie ukończył studia na Akademii Wychowania Fizycznego w Warszawie. Pracował w Polskim Związku Głuchych jako kierownik Działu Kultury Fizycznej i Turystyki. W latach 1976–2005 uczył wychowania fizycznego w Szkole Podstawowej nr 234 im. Juliana Tuwima w Warszawie. 
W 1979 rozpoczął współpracę z Telewizją Polską jako tłumacz do systemu językowo-migowego przy realizacji programów, m.in. Dziennika Telewizyjnego, Panoramy, Kuriera, Na dobre i na złe, M jak miłość, Lokatorów, Barw szczęścia, Kopciuszka, Ziarna, Słowa na niedzielę, Flesza historii oraz INFOrmacji w TVP Info o 16:00 oraz ważniejszych wydarzeń transmitowanych na tej antenie. Tłumaczył m.in. transmisję z uroczystości pogrzebowych Jana Pawła II oraz współtłumaczył (z Józefem Hendzlem) transmisję z mszy kanonizacyjnej Jana XXIII i Jana Pawła II. 
W 2006 „za zasługi w działalności na rzecz osób niepełnosprawnych” odznaczony Brązowym Krzyżem Zasługi. 